# Pinguicula ehlersiae
Pinguicula ehlersiae Speta & Fuchs, 1982 è una pianta carnivora appartenente alla famiglia Lentibulariaceae, originaria del Messico.

## Descrizione
Ha le foglie disposte a rosetta con un diametro di circa 5 cm all'età adulta, cosparse di piccole gocce di liquido appiccicoso che servono ad attirare e intrappolare gli insetti. Le foglie, come nel caso della Dionaea muscipula, si colorano di rosso se esposte alla luce solare per lungo tempo. 
Il fiore è colorato di violetto e lo stelo è lungo fino ai 25 cm. Dal centro della rosetta, se la pianta è grande e rigogliosa, ci possono essere più di quattro steli fiorali.